# Colin Lewis
Colin Lewis (27 de julho de 1942 – 4 de março de 2022) foi um ciclista britânico, profissional de 1967 a 1974. Representou o Reino Unido em duas provas nos Jogos Olímpicos de Verão de 1964, em Tóquio. Conquistou duas vezes o Campeonato Britânico em Estrada em 1967 e 1968.

## Morte
Lewis morreu em 4 de março de 2022, aos 79 anos de idade.